# Fläckdroppslända

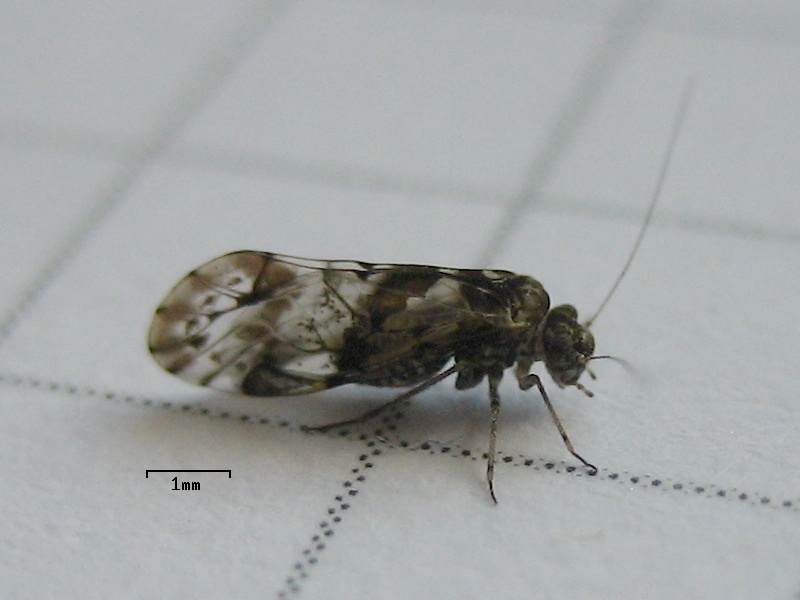
Trichadenotecnum

Fläckdroppslända (Trichadenotecnum sexpunctatum) är en insektsart som först beskrevs av Carl von Linné 1758.  Fläckdroppslända ingår i släktet Trichadenotecnum, och familjen storstövsländor. Arten är reproducerande i Sverige.